# Otto B. Wroblewski
Otto Bernhard Wroblewski (født 13. juli 1827 i København, død 11. april 1907 på Frederiksberg) var en mindre kendt dansk forlagsboghandler.

## Karriere
Han var søn af stempelpapirforvalter for Kongeriget, etatsråd Johan Daniel Wroblewski (1786-1864) og Henriette Caroline Cæcilie Schorn (1794-1850) og voksede op i et litterært interesseret hjem. Han var lærling og medhjælper hos C.A. Reitzel i København 1843-53 fraregnet perioden 1. januar 1850 til 1. maj 1851, hvor han under Treårskrigen gjorde tjeneste som generalkommandoskriver ved 1. Armedivisions stab. Wroblewski grundlagde sin egen boghandel i Roskilde 1. maj 1853, men overdrog den til Knud Jensen 13. maj 1858 for samme dag at genetablere sig i hovedstaden, hvor han drev sortimentsboghandel, forlagsvirksomhed og papirhandel; 1862-82 dog udelukkende forlagsvirksomhed.
Wroblewski var konstitueret stempelpapirforvalter for Kongeriget 1861-63 og fik efterfølgende forhandling af stempelpapir. Han købte i 1877 ejendommen Nytorv 19 og indrettede en fornem butik, hvorfra han fra 1882 drev både boghandel og forlag. 1886 optog han sin søn, Otto Wroblewski (1860-1921), som kompagnon.
Otto B. Wroblewski beklædte en række tillidshverv og sad i en del bestyrelser. 1870-88 var han næstformand i Boghandlerforeningen, og han tog initiativet til Adressebog for den danske, norske og svenske Boghandel, hvis fire første årgange 1859-69 han selv redigerede og udgav.
Han modtog på 50-årsdagen for sin etablering en hædersadresse fra Boghandlerforeningen. Han blev Ridder af Dannebrog 21. marts 1884 og Dannebrogsmand november 1900.

Danmarks Folketælling 1845 viser at han som 15 årig boede hos C.A Reitzel - Rosenborg Kvarter i København.

## Forfatter
Han skrev artikler og pjecer med såvel litterært som bogfagligt indhold m.m. og var især kendt i branchen for sin evne til at skrive lejlighedssange. Allerede 1850 udgav han Smaafortællinger for Børn i Riim illustreret af P.C. Klæstrup. I "Nørrebro i Trediverne" (Museum, 1895 I) og "Minder fra min Skoletid 1834-43" (Vor Ungdom, 1897) har han udgivet sine barndomserindringer, og hans ungdomsminder findes i "Livjæger i 1848-49" (Museum, 1895 II) og Ti Aar i C. A. Reitzels Boglade, 1889, sin virksomhed i Roskilde i Fem Aar i Roskilde, som blev udgivet 1917 af hans søn Otto. I Nordisk Boghandlertidende (november-december 1900) skrev han Om Boghandleren i Danmark i det 19. Aarhundrede (udgivet som bog 1901).
Hans store samling af lejlighedssange og viser er nu i Det Kongelige Bibliotek sammen med en stor del af hans autografsamling. Hans bogsamling på over 5.000 bind med mange sjældne særtryk og småskrifter blev efter hans død afhændet på auktion.

## Ægteskaber
Wroblewski blev gift 1. gang 25. oktober 1854 i Garnisons Kirke med Theodora Marie Eriksen (1. april 1833 i Store Magleby - 22. marts 1855 i Roskilde), datter af kgl. skovfoged, plantør og gårdejer Hans Eriksen (1792-1849) og Maria Magdalene Schebel (1796-1874).
Gift 2. gang 6. maj 1859 i Holmens Kirke med Berta Elisabeth Hald (28. oktober 1833 i København - 28. december 1888 på Frederiksberg), datter af sekretær i Det Kongelige Danske Landhusholdningsselskab, senere justitsråd J.C. Hald (1798-1868) og Emilie B. Jacobsen (1804-1847).
Han er begravet på Frederiksberg Ældre Kirkegård. Der findes fotografier af Jens Petersen og Frederik Riise 1900 (Det Kongelige Bibliotek). Han er også gengivet i en tegning af August Jerndorff 1890, et stik af Th. & A. Weger 1893 og en tegning af Frants Henningsen.